# BD-10°3166 b
BD-10°3166 b és un planeta extrasolarsituat a aproximadament 218 anys llum en la constel·lació de la Copa. Aquest planeta és un dels anomenats "Júpiters ardents", un gegant gasós que gira al voltant de la seva estrella mare a una distància molt propera. La distància a l'estrella és menys que una vintena part de la distància de la Terra al Sol. No s'han detectat trànsits del planeta, de manera que el pla orbital del planeta no pot ser exactament alineat amb el pla de visió terrestre.